# Chemigramm

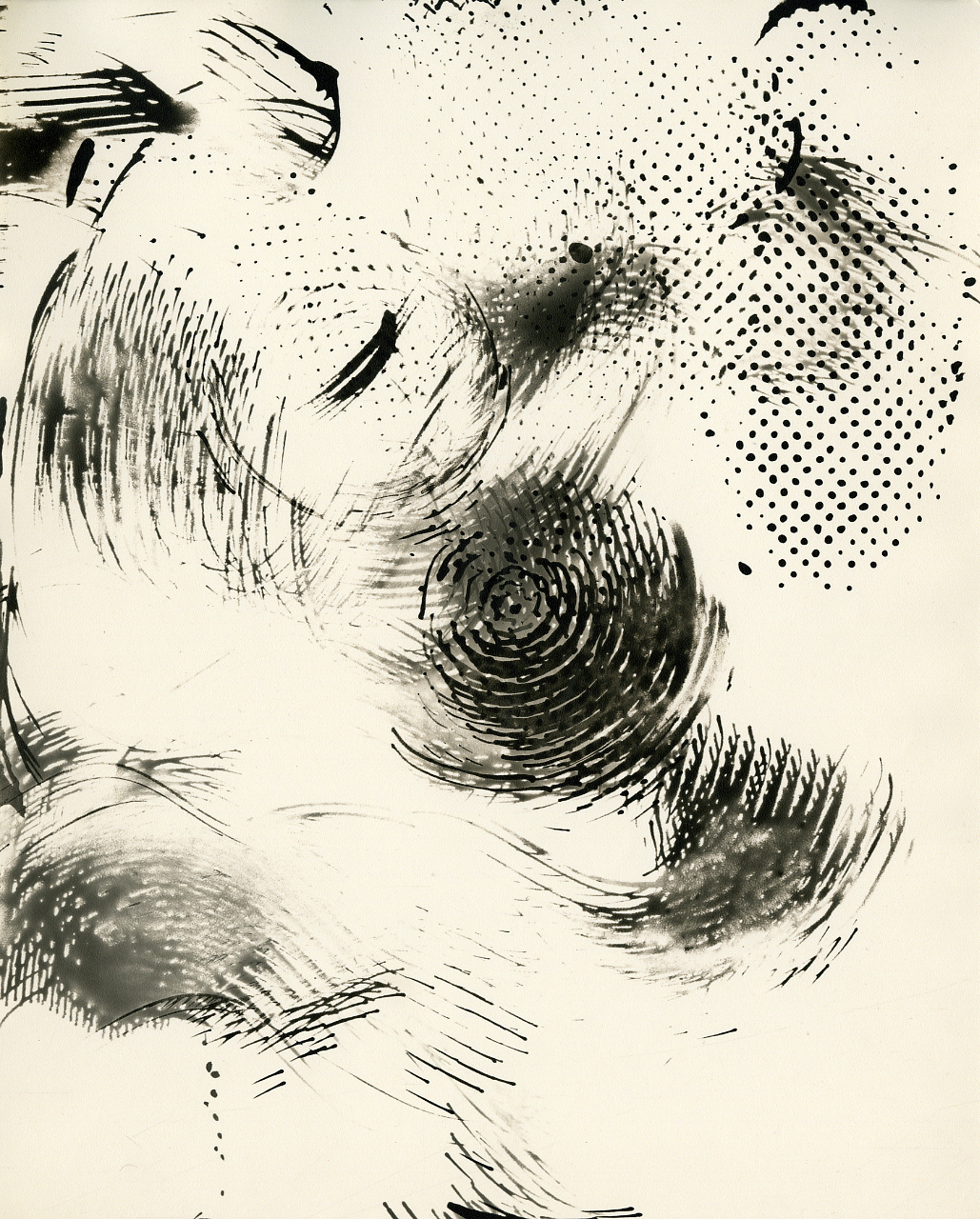
Paolo Monti, 1970

Ein Chemigramm (von „Chemie“ und grámma „Buchstabe“, „Schrift“) ist ein Bild, das mittels Entwickler und Fixierer auf Fotopapier hergestellt wird. Die chemischen Eigenschaften von Materialien aus der Fotografie werden genutzt, um mit ihnen bei Tageslicht Bilder zu malen. Eine Weiterentwicklung dieser Maltechnik sind Chemogramme durch den Fotokünstler Josef H. Neumann im Jahre 1974 und Fotobatiken.
"Chimigramme" wurden in den 1950er Jahren von dem belgischen Künstler Pierre Cordier erfunden und so im französischen Sprachraum von ihm benannt.

## Geschichte
Johann Schulze gilt als der erste, der ein chemigramm-artiges Bild hergestellt hat. 1725 gelang ihm eine solche Arbeit mit Hilfe von lichtundurchlässigem Papier und einer Flasche Silbernitrat. Der Franzose Hippolyte Bayard stellte 1839 ein weiteres chemigramm-artiges Bild her, während er Sensibilisierungstests durchführte.
In der historischen Beobachtung der Entwicklung von Chemigrammen stellen die von dem schwedischen  Schriftsteller Johann August Strindberg geschaffenen und bezeichneten Celestografien aus den Jahren 1893/94 eine wichtige Rolle. Der schwedische Dramatiker August Strindberg legte im Winter 1893/94 eine Reihe von Fotoplatten nachts im Freien auf den Boden mit der Absicht, den Nachthimmel einzufangen. Die verwaschenen Formen, über die gesamte Fläche verteilten Punkte und unregelmäßigen Flecken, die sich auf den Negativen zeigten, interpretierte Strindberg als Wolken und Gestirne, also als meteorologische und astronomische Himmelsbilder, die er „Celestographien“ nannte. Hiervon überzeugt sandte Strindberg die Fotoplatten dem Astronomen Camille Flammarion nach Paris, ohne jedoch eine Antwort zu erhalten. Mutmaßlich erkannte der Astronom, dass die Punkte auf den „Celestographien“ keine Sterne darstellen, sondern durch die Einwirkung von Chemikalien, Staub und Wassertropfen auf die lichtempfindliche Emulsion entstanden waren.
So versuchte der Schriftsteller Strindberg mittels Chemikalien lichtempfindlich gemachter Vorlagen, im übertragenen Sinne die Celeste, als Farbe des Himmels, des für Strindberg stets dunklen Firmaments oder den Sternhimmel durch Langzeitbelichtungen unter den Bedingungen auch eines Chemigramms in Wechselwirkung zum Fotogramm darzustellen. Ohne gleichzeitigen optischen Einfluss eines Objektives, im klassischen Sinne, versuchte er so, durch diesen abstrakten fotografischen Vorgang simultan in seinen verfassten philosophischen Schriften zu visualisieren.
In den 1930er und 1940er Jahren stellten Edmund Kesting und der Franzose Maurice Tabard Bilder und Gemälde mit Entwicklerflüssigkeit auf lichtempfindlichen Materialien her.
Der  Künstler Pierre Cordier (geb. 1933), der für die Entwicklung von Chemigrammen die größte Bedeutung hatte, trug, in seinen jungen Jahren 1956, als einer der wenigen praktizierenden Künstler, zu der Weiterentwicklung von Chemigrammen bei, indem er die technischen und ästhetischen Möglichkeiten, auch unter Verwendung von Trennmaterialien, wie Öle und Fette, weiter herausarbeitete. 1958 prägte er im Französischen den Begriff chimigramme (chemigram im Englischen und Niederländischen, Chemigramm im Deutschen, chimigramma im Italienischen, und quimigrama im Spanischen und Portugiesischen), der bis heute weitgehend Verwendung findet. Ende der 1960er Jahre experimentierte innerhalb seines fotografischen Schaffens auch der italienische Fotograf Paolo Monti mit Chemikalien auf Fotopapier und veröffentlichte diese im technischen Sinne entstandenen Chimigramme als eine "Serie Fotográfica". Mitte der 1970er Jahre entwickelte Josef H. Neumann sogenannte Chemogramme, bei denen zunächst optische Elemente eingearbeitet und anschließend Chemikalien als freie Malerei, in der Tradition von Tachismus, Actionpainting oder Informel aufgetragen wurden.

## Herstellung

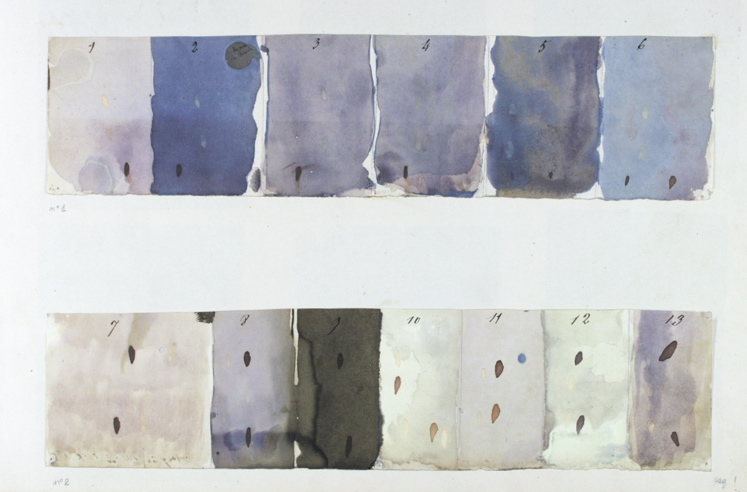
Erste Seite des Bayard Album, Photosensibilisierungstest, 1839, Sammlung der Société française de photographie.

Beim Chemigramm wird mit Entwickler oder Fixierer direkt auf das Fotopapier gemalt. Da dies bei Tageslicht geschieht, reagiert das Fotopapier sofort mit den jeweiligen Chemikalien. Die Flüssigkeiten können mit Pinseln, Wattestäbchen etc. aufgebracht oder auch mit Strohhalmen verblasen werden. Wird mit Entwickler gemalt, so verfärbt sich das Papier sofort schwarz, danach wird es kurz abgespült, fixiert und schlussgewässert. Beim Auftragen des Fixierers ist lediglich eine kleine Hellerfärbung des Papiers zu sehen. Nach einer Einwirkungszeit von ca. einer Minute wird das Papier in die Entwicklerwanne gelegt. Die unbemalten Flächen schwärzen sich. Danach wird erneut gewässert, dann fixiert und schlussgewässert.
Anders als bei Chemigrammen werden bei Chemogrammen in einem ersten Schritt zunächst Bilder in der Dunkelkammer einbelichtet und diese erst anschließend bei Tageslicht mit Chemikalien bearbeitet.
Die Technik der ersten Chemigramme wurde in ihrer Entstehung, beginnend in den 30er Jahren des 20. Jahrhunderts, zunächst in der Anwendung von Chemikalien auf schwarzweißen Fotopapieren entwickelt. Dieses Verfahren der Chemigramme, auch bereits von Edmund Kesting in Dresden als "Chemische Malerei" in den 1930er Jahren vorgestellt, diente einer kameralosen Kunst. Ebenso sind die Chemigramme, Arbeiten des belgischen Künstlers Pierre Cordier, von ihm unter dem französischen Begriff Chimigramme geprägt, Werke einer kameralosen Kunst.
Einige Edeldruckverfahren  bedienen sich dieser historisch bedeutenden fotografischen Techniken, ohne aber ein selbst ein Chemigramm zu sein, da in diesem ausschließlich chemisch fotografisch geprägten Verfahren, der Charakter im Wesentlichen darin besteht, Kunst ohne Einsatz fotografischer Objektive zu gestalten.
Die Variante einer Cyanotypie vergleicht sich nur schwer mit der Erfindung des Chemogramm von Josef H. Neumann aus dem Jahre 1974, indem dort, erstmalig, sowohl mit dem Kameraobjektiv vorab fotografierte Bilder auf das Schwarzweißfotomaterial in der Dunkelkammer einbelichtet wurden, als auch zeitgleich, im selben Prozess, das Malen mit Chemikalien auf dem identischen Medium erfolgte.

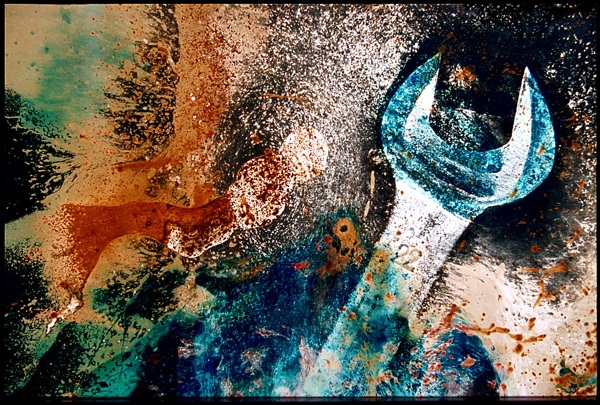
Josef H. Neumann: Traumarbeit (1976)

In diesem Zusammenhang ist die ultraviolett lichtempfindliche Cyanotypie-Lösung, mit verschiedenen Methoden auf Untergründe aufgetragen und an der Sonne oder durch UV-Lampen belichtet zu werden, ausschließlich eher eine zugeordnete Technik, die im Jahr 1842 der englische Naturwissenschaftler John Herschel entwickelte.

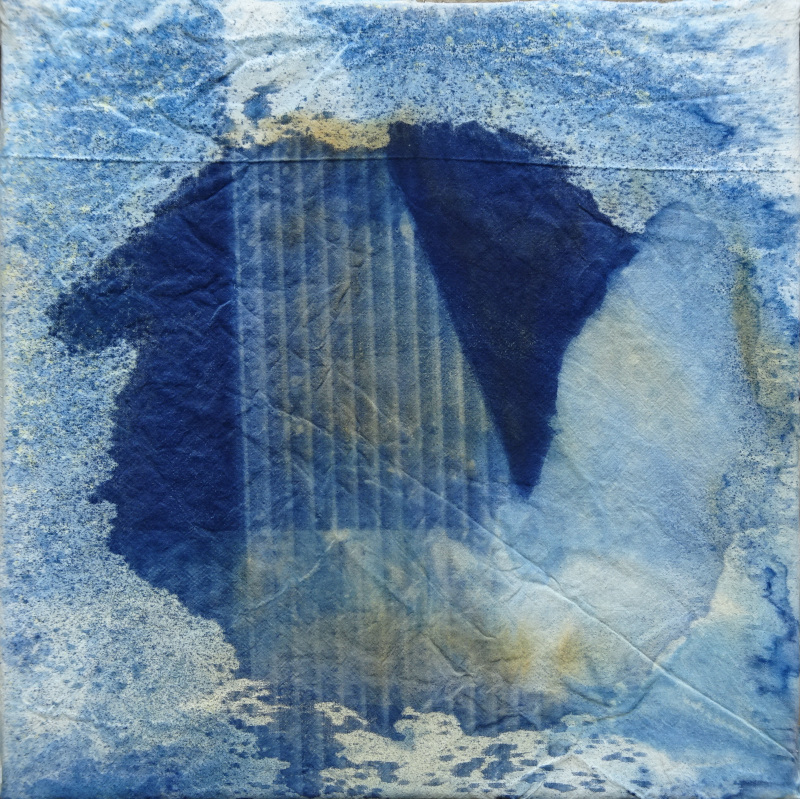
Cyanotypie auf Nessel 40×40 cm, Wolfgang Autenrieth, 2021